# Finnisch-russische Beziehungen
Die Finnisch-russischen Beziehungen sind das zwischenstaatliche Verhältnis zwischen Finnland und Russland. Beide Länder sind Nachbarn in Nordeuropa. Zwischen 1809 und 1917 war Finnland ein mit einer weitgehenden inneren Autonomie ausgestatteter Teil des Russischen Reiches, nachdem Schweden Finnland an die Russen abtreten musste. Durch den Ersten Weltkrieg erreichte Finnland seine endgültige Unabhängigkeit, sah sich jedoch bald darauf mit der Bedrohung durch die Sowjetunion konfrontiert. Durch den Winterkrieg (1939–1940) und den Fortsetzungskrieg (1941–1944) musste Finnland knapp ein Zehntel seines Staatsgebiets an die Sowjets abtreten. Während des Kalten Kriegs blieb Finnland neutral und konnte so seine Unabhängigkeit sichern. Nach 1990 waren die Beziehungen zuerst freundschaftlich, verschlechterten sich jedoch ab 2014 mit dem Beginn des Russisch-Ukrainischen Kriegs. Nach dem russischen Überfall auf die Ukraine 2022 veranlasste die russische Bedrohung Finnland dazu, seine traditionelle außenpolitische Neutralität aufzugeben.

## Geschichte

### Vorgeschichte
Beide Nationen sind historisch dadurch verbunden, dass verschiedene finno-ugrische Völker im Norden und Westen Russlands leben. Finnland war jahrhundertelang ein Teil des Schwedischen Reiches und hatte seine ersten Kontakte mit den russischen Staaten unter der Schirmherrschaft der Schweden. Die Landschaft Karelien wurde 1323 durch den Vertrag von Nöteborg zwischen Schweden und der Republik Nowgorod aufgeteilt. Die Grenzen verschoben sich allerdings häufig, da Schweden und das Russische Zarenreich über Jahrhunderte um die Vorherrschaft im Ostseeraum konkurrierten. Während des Russisch-Schwedischen Krieges (1741–1743) und dem Großen Nordischen Krieg (1700–1721) fielen die Russen jeweils in Finnland ein. Der kleine Unfrieden und besonders der große Unfrieden während der russischen Besatzungen sind in Finnland als traumatische Ereignisse in Erinnerung geblieben, da die russischen Besatzer zahlreiche Finnen verschleppten und ermordeten.

### Russische Herrschaft über Finnland

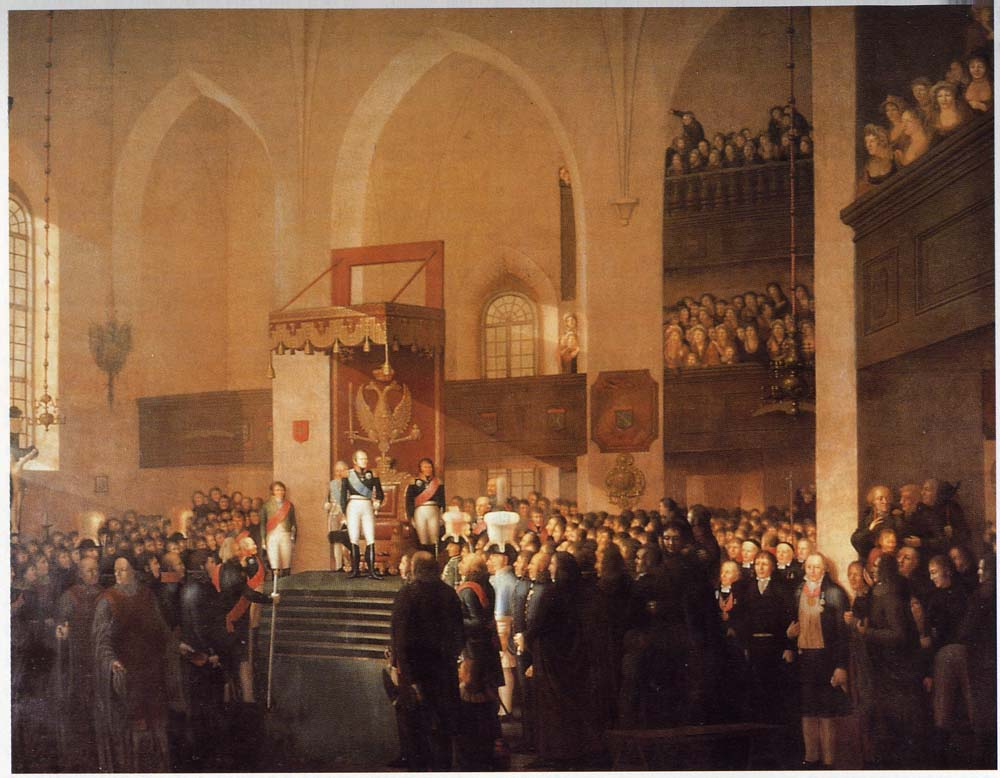
Zar Alexander I. im Landtag von Porvoo (1807)

Im Jahr 1809 trat Schweden gemäß dem Vertrag von Fredrikshamn Finnland an Russland ab, und der Landtag von Porvoo schwor dem russischen Zaren Alexander I. die Treue. Im Gegenzug gewährte Alexander I. Finnland zum ersten Mal in der Geschichte des Landes eine Eigenstaatlichkeit als Großherzogtum Finnland und verlieh der finnischen Sprache einen offiziellen Status (vor 1819 war Schwedisch die einzige offizielle Sprache in Finnland). Darüber hinaus übertrug Russland am 11. Dezember 1811 das Gouvernement Wyborg an Finnland, das Russland 1721 und 1743 von Schweden erworben hatte. Unter der Herrschaft der russischen Zaren behielt Finnland alle auf seinem Gebiet erhobenen Steuern, die finnischen Gerichte blieben eigenständig und alle Regierungspositionen (mit Ausnahme des Generalgouverneurs) wurden von Finnen besetzt. Die Migration der Bevölkerung aus anderen Teilen des Russischen Reiches nach Finnland war bis Anfang des 20. Jahrhunderts de facto verboten. Die Verwendung der russischen Sprache war während der Herrschaft der Zaren in Finnland nie vorgeschrieben und den Finnen blieb auch der Dienst in der Kaiserlich Russischen Armee erspart.

### Finnisch-sowjetische Kriege zwischen 1917 und 1944

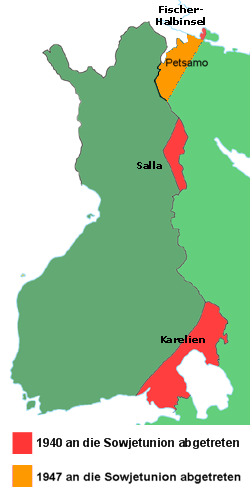
Finnische Gebietsverluste im Frieden von Moskau (1940) und im Frieden von Paris (1947)

Mit dem Zusammenbruch des Russischen Reiches im Ersten Weltkrieg nutzte Finnland die Gelegenheit, um seine volle Unabhängigkeit zu erklären. Die Finnen nutzen den russischen Bürgerkrieg, ⁣⁣um zwischen 1918 und 1920 Verstöße auf das Gebiet von Sowjetrussland vorzunehmen, während die Bolschewiki die sozialistischen Kräfte während des Finnischen Bürgerkriegs 1918 unterstützten. Nationalistische Aktivisten in Finnland planten, die in Russland lebenden finno-ugrischen Völker wie Karelier, Kvenen, Ischoren, Woten und Wepsen in einem Großfinnland zu vereinen. Mit dem Sieg der Sowjets im Bürgerkrieg zerschlugen sich jedoch diese Hoffnungen. Am 14. Oktober 1920 beendete der Friede von Dorpat den finnisch-russischen Konflikt. Lenin erkannte dabei die Unabhängigkeit Finnlands an und gab Finnland mit Petsamo einen eisfreien Hafen am Nordmeer. Im Gegenzug gab Finnland dafür seine Ansprüche auf die Kreise Repola und Porajärvi auf. Trotz des Friedensvertrags blieb das Verhältnis zwischen der Sowjetunion und Finnland in der Zwischenkriegszeit angespannt und das finnische Bürgertum fürchtete die Ambitionen der sowjetischen Führung aus Finnland eine Sowjetrepublik zu machen. 1932 wurde ein Sowjetisch-finnischer-Nichtangriffspakt geschlossen, der das gegenseitige Misstrauen aber nicht überwinden konnte.
Nach dem Abschluss des deutsch-sowjetischen Nichtangriffspakt im August 1939 begann der sowjetische Diktator Stalin einen Angriff auf Finnland vorzubereiten, um seinen Einflussbereich zu erweitern und an „strategischer Tiefe“ für einen möglichen deutschen Angriff im Raum um Leningrad zu gewinnen. Die Sowjets nutzten den inszenierten Mainila-Zwischenfall, um den Nichtangriffspakt mit Finnland brechen und den Winterkrieg beginnen zu können. Sie unterschätzten allerdings die Abwehrbereitschaft der Finnen, welche der Roten Armee schwere Verluste zufügen konnten. Während die Finnen knapp 90.000 Mann verloren, werden die Verluste der Sowjets auf ein mehrfaches davon geschätzt. Nachdem die finnische Armee nach 105 Tagen Krieg in Schwierigkeiten geraten war, war die Regierung gezwungen, den Frieden von Moskau zu unterschreiben. Finnland musste das südliche Karelien, den Ostteil von Salla, die Fischerhalbinsel und einige kleinere Inseln im Finnischen Meerbusen an die Sowjetunion abtreten, konnte jedoch seine Unabhängigkeit verteidigen.
Die Schwäche der Roten Armee während des Krieges gegen Finnland bestärkte Hitler in Deutschland in seinen Angriffsplänen gegen die Sowjets. Finnland beteiligte sich schließlich auf der Seite von NS-Deutschland an dessen Unternehmen Barbarossa zur Vernichtung der Sowjetunion. Dabei konnte Finnland die abgetretenen Gebiete kurzzeitig zurückerobern und beteiligte sich an der Leningrader Blockade, bei der über eine Million Zivilisten verhungerten. Als das Blatt sich nach der Schlacht um Stalingrad jedoch gegen die Achsenmächte gewendet hatte, starteten die Sowjets die Wyborg-Petrosawodsker Operation und konnten damit den Finnen den entscheidenden Gegenschlag versetzten. Finnland war in der Folge dazu gezwungen, den Waffenstillstand von Moskau zu unterzeichnen, mit dem Finnland aus dem Zweiten Weltkrieg ausschied. Finnland wurde auch dazu verpflichtete, die im Land verbliebenen deutschen Truppen anzugreifen, was zum Lapplandkrieg führte.

### Kalter Krieg

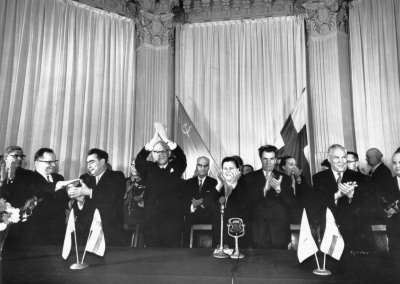
Urho Kekkonen trifft bei einem Staatsbesuch in der UdSSR auf Leonid Breschnew (1960)

Ein endgültiger Frieden zwischen Finnland und der Sowjetunion wurde 1947 im Frieden von Paris geschlossen. Dabei musste Finnland noch zusätzlich den Hafen von Petsamo an die Sowjetunion abtreten. Es konnte aber als einziger Nachbar der Sowjetunion seine Unabhängigkeit und Demokratie nach dem Zweiten Weltkrieg erhalten. Im Gegenzug erklärte Finnland seine außenpolitische Neutralität und konnte deshalb auch nicht der NATO beitreten, um auf die Sicherheitsinteressen der Sowjets Rücksicht zu nehmen (Finnlandisierung). Der Status als neutrales Land gab der Sowjetunion erheblichen Einfluss auf die Außenpolitik und Innenpolitik Finnlands. So intervenierten die Sowjets diplomatisch, als die finnische Regierung von 1958 unter Karl-August Fagerholm nicht ihren Wünschen entsprach. Zu einer weiteren politischen Krise kam es 1961 mit der Notenkrise, die durch die guten Kontakte zwischen dem finnischen Präsident Urho Kekkonen und dem sowjetischen Parteichef Nikita Chruschtschow beigelegt werden konnte. Während des gesamten Kalten Krieges blieb die finnische Außenpolitik ein Balanceakt zwischen Ost und West. Als neutraler Standort war Helsinki 1973 Standort der ersten Konferenz über Sicherheit und Zusammenarbeit in Europa. Auch wirtschaftlich hatte die Neutralität Vorteile für das Land, da es zu den wenigen westlichen Ländern mit engen Handelsbeziehungen zum Ostblock gehörte und Holz, Papier, Maschinen und Fahrzeuge in die Sowjetunion exportierte und im Gegenzug Rohöl erhielt.
In der Zeit von 1988 bis 1991, als die baltischen Staaten ihre Unabhängigkeit von der Sowjetunion anstrebten, vermied es Finnland zunächst, die baltische Unabhängigkeitsbewegung öffentlich zu unterstützen, tat dies jedoch in Form praktischer Zusammenarbeit. Nach dem gescheiterten Augustputsch 1991 in Russland erkannte Finnland die baltischen Staaten jedoch an und stellte die diplomatischen Beziehungen zu ihnen wieder her. Der Augustputsch führte schließlich zum endgültigen Zusammenbruch der Sowjetunion.

### Nach 1990

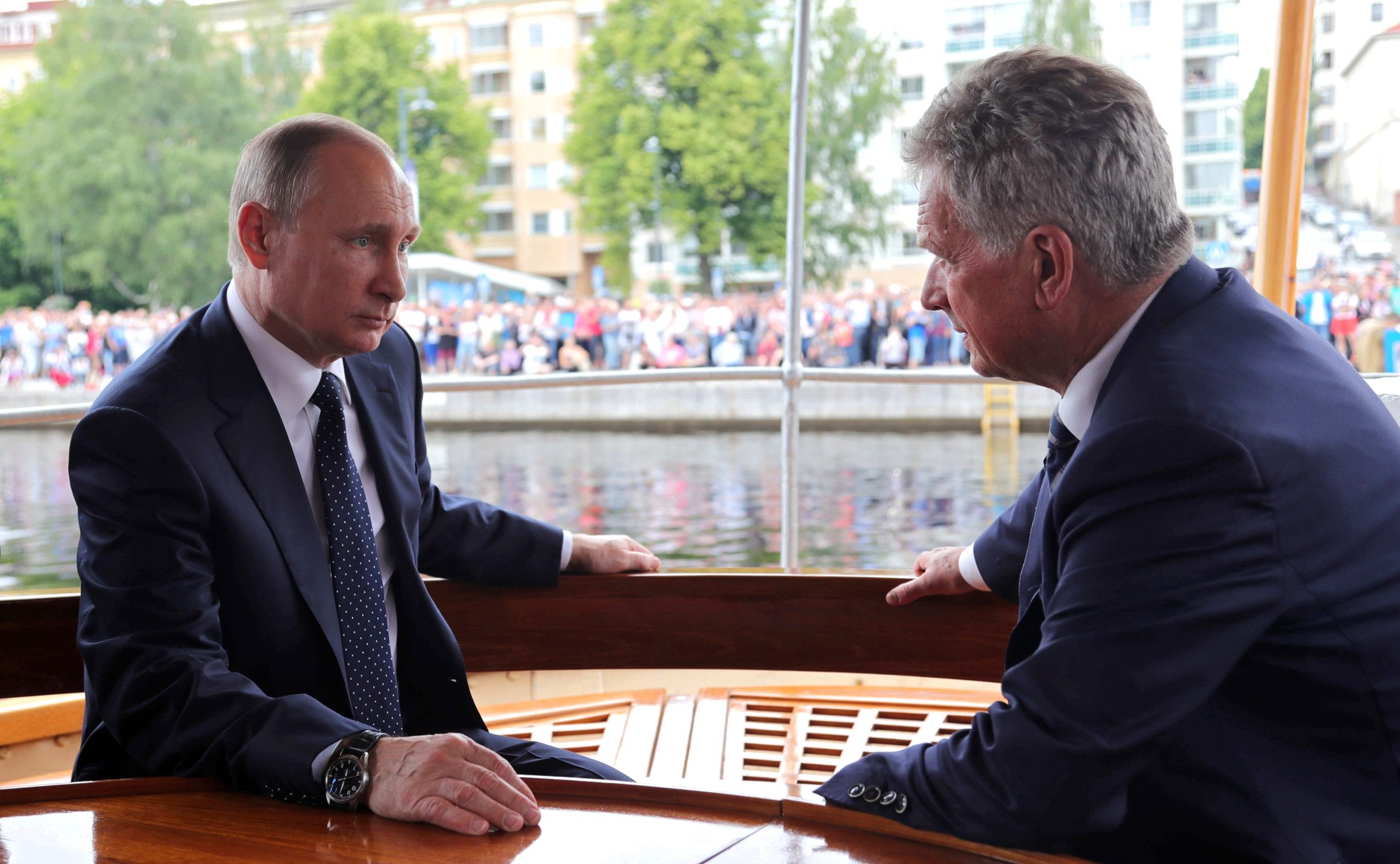
Wladimir Putin mit Sauli Niinistö (2017)

Das Ende der Sowjetunion stellte einen ökonomischen Schock für Finnland dar, da die Exporte mit dem Zusammenbruch der Planwirtschaft abrupt einbrachen. Die Russische Föderation übernahm als Nachfolger der UdSSR die sowjetische Botschaft in Helsinki. Es kam zu einigen Diskussionen über eine mögliche Rückgabe von Ostkarelien an Finnland, welche allerdings nicht ernsthaft verfolgt wurden. Die Beziehungen mit Russland waren in den 1990er und 2000er Jahren weitgehend problemfrei. 1995 trat Finnland der Europäischen Union bei, jedoch nicht der NATO. Noch 2020 waren lediglich 20 % der Finnen für einen NATO-Beitritt.
Der russische Überfall auf die Ukraine 2022 führte zu einer Wende in der finnischen Außenpolitik. Finnland, als eines der EU-Länder, schloss sich den Sanktionen gegen Russland an, und Russland fügte alle EU-Länder der Liste der „unfreundlichen Staaten“ hinzu. Durch den russischen Krieg gegen die Ukraine begannen mehr als zwei Drittel der Finnen ein Ende der Neutralität des Landes zu befürworten. Präsident Niinistö und Ministerpräsidentin Marin sprachen sich am 9. Mai 2022 dafür aus, unverzüglich einen Antrag auf Mitgliedschaft in der NATO zu stellen. Am 4. April 2023 wurde Finnland als 31. Mitglied in die NATO aufgenommen. Russland drohte im Gegenzug mit der Stationierung russischer Truppen an der Grenze zwischen Finnland und Russland.
Am 6. Juni 2023 wies Finnland neun russische Diplomaten aus, die der Spionage beschuldigt wurden. Im Juli 2023 ordnete Russland die Schließung des finnischen Konsulats in St. Petersburg an und wies neun Diplomaten aus. Finnland verhängte im Gegenzug Einreisebeschränkungen für Russen und schloss im November 2023 alle bis auf den nördlichsten Grenzübergang mit Russland, mit der Begründung Russland würde versuchen Migranten aus Drittstaaten über die Grenze nach Finnland einzuschleusen. Bis zum Ende des Krieges in der Ukraine hat Finnland angekündigt seine diplomatischen Kontakten mit Russland auf ein Minimum zu beschränken.

## Diplomatische Standorte
- Finnland hat eine Botschaft in Moskau.
- Russland hat eine Botschaft in Helsinki und ein Konsulat in Mariehamn.

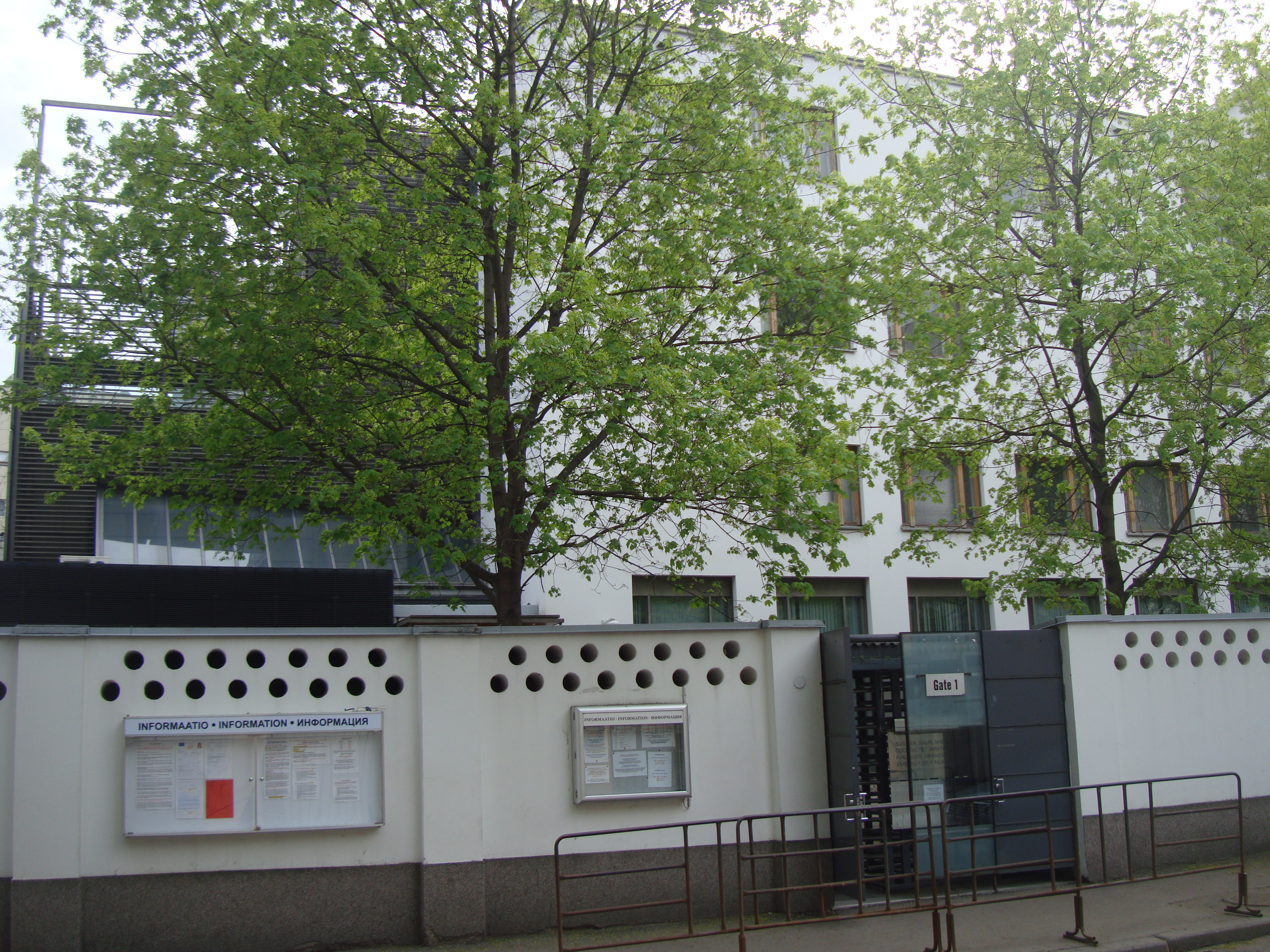
Finnische Botschaft in Moskau
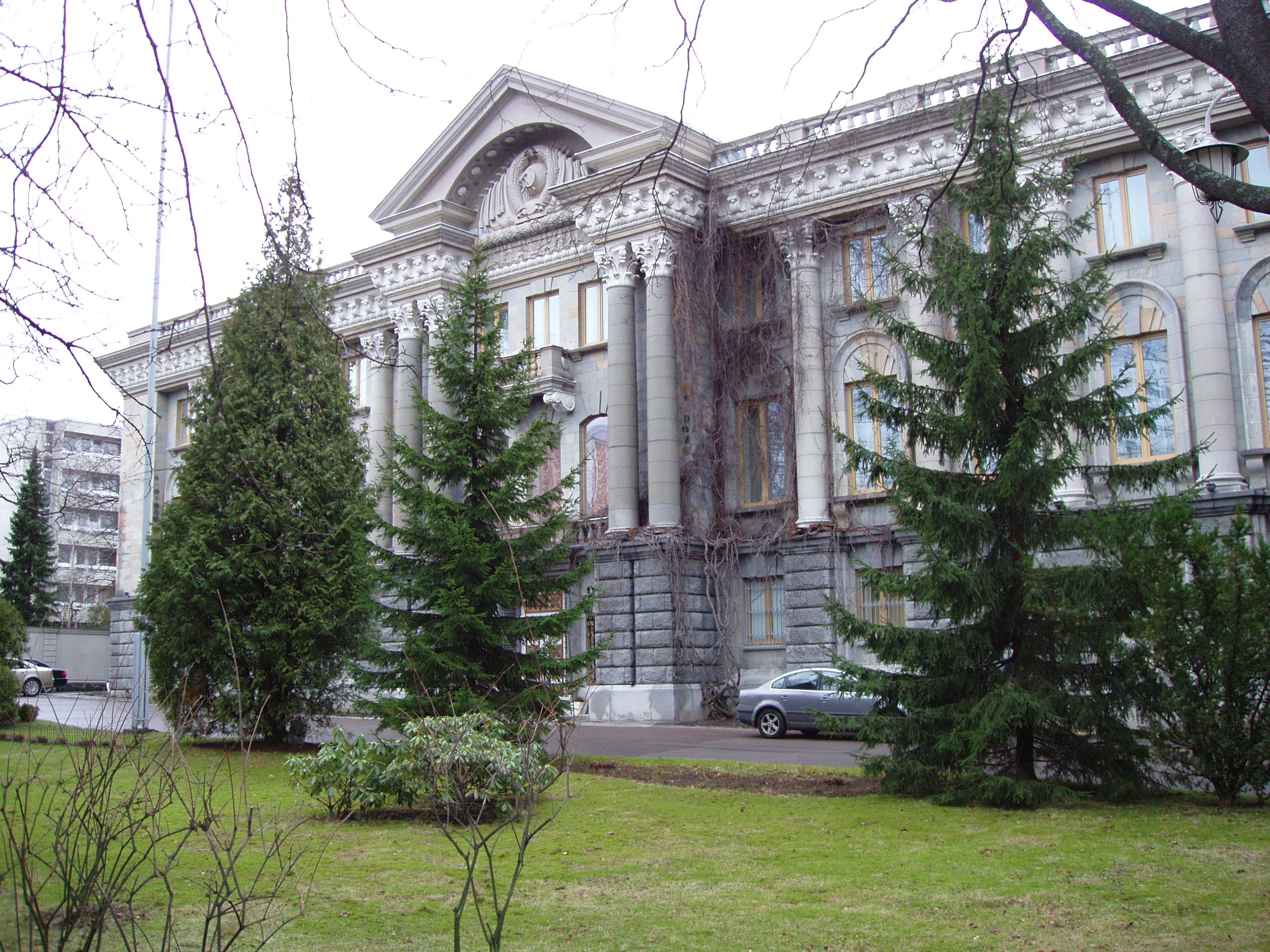
Russische Botschaft in Helsinki